# Miina Äkkijyrkkä
Miina Äkkijyrkkä (Iisalmi, 2 de julio de 1949) también conocida como Liina Lång,  es una escultora finesa.  
Entre sus esculturas más destacadas se encuentran aquellas que reproducen la figura de animales a partir de piezas de coche reutilizadas y ensambladas.
Nunca ha seguido la corriente principal y sus extrañas y valientes acciones han suscitado una gran controversia.
Es protectora de las Finncattle, la raza autóctona de vacas lecheras de su país.Äkkijyrkkä tiene tres hijos. En 2008 y 2009 declaró que pertenece al espectro autista.